# Leopold Dumonceau
Karel Leopold Dumonceau (* 9. Dezember 1825 in Maastricht, Königreich der Vereinigten Niederlande; † 11. Mai 1893) war ein niederländischer Porträt-, Historien- und Genremaler der Düsseldorfer Schule.

## Leben
Dumonceau war der zweitgeborene von vier Söhnen der Eheleute Jan Desire Dumonceau (1796–1863) und Maria Catharina, geborene Bragard (1798–1861). Er wuchs in Maastricht auf. In den Jahren 1846 und 1847 war er Schüler der Kunstakademie Düsseldorf. Dort unterrichtete ihn Karl Ferdinand Sohn 1846 in der „Gipsklasse“ und 1847 in der „2. Klasse“. Dumonceau ließ sich in Maastricht als Maler nieder. 1860 wurde er dort Meister der Freimaurerloge „La Persévérance“. 1851 lebte er in Paris, 1852 in Florenz. 1864 zog er an der belgische Kanalküste, wo er mit seiner Frau, der englischen Komponistin und Malerin Betty White, in Heist wohnte. Seine Werke, hauptsächlich Porträts und Genrebilder, aber auch christliche Darstellungen und Stillleben, stellte er in größeren Städten der Niederlande aus.